# George Gonggrijp
George Lodewijk Gonggrijp (Njalindoeng (Nederlands-Indië) 17 oktober 1885 - Aerdenhout, 26 februari 1969) was een Nederlands econoom en letterkundige, en hoogleraar aan de Nederlandsche Handels-Hoogeschool, en aan de Universiteit van Amsterdam.

## Levensloop

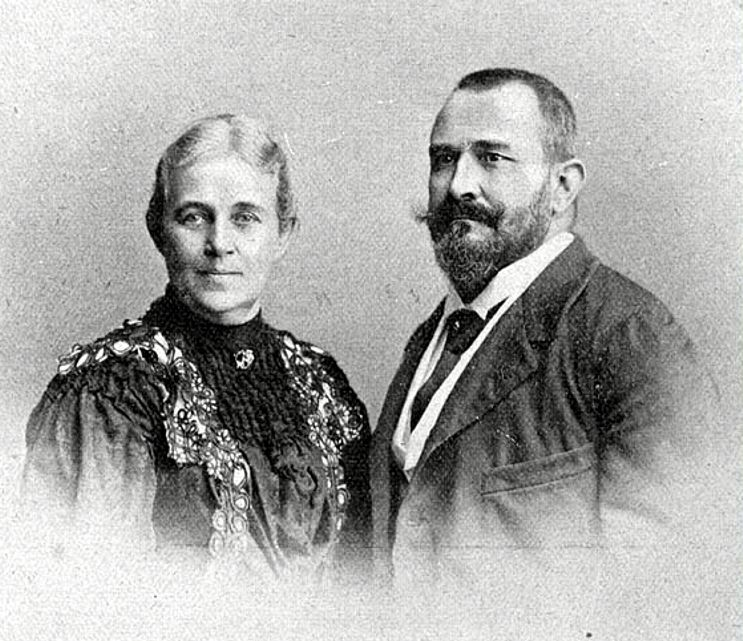
De Resident van Rembang en mevrouw Gonggrijp-van der Valk, 1913

Gonggrijp was lid van de patriciaatsfamilie Gonggrijp en zoon van George Lodewijk Gonggrijp (1859-1939) en Agnes Charlotte van der Valk (°1853). Zijn vader was ambtenaar in het Binnenlands Bestuur van Nederlands-Indië, op een gegeven moment de resident van Rembang (zie afbeelding). 
Zijn familie kwam oorspronkelijk uit Friesland, en had in de 18e eeuw bestuursfuncties vervuld in Harlingen en Sneek. Gonggrijps grootvader was Justus Rinia Petrus François Gonggrijp, die als predikant naar Nederlands-Indië was gegaan, en later terug hoogleraar in het Maleis werd aan de Indische Instelling te Delft. Op negenjarige leeftijd kwam Gonggrijp zelf terug naar Nederland.
Gonggrijp volgde de HBS in Delft, en studeerde van 1905 tot 1908 indologie aan de Universiteit van Leiden. In 1909 ging Gonggrijp aan de slag bij het Binnenlands Bestuur op Java als burgerlijk ambtenaar, en werkte op verschillende standplaatsen. In 1916 ging hij met groot verlof terug naar Nederland, waar hij verder studeerde aan de Nederlandsche Handels-Hoogeschool in Rotterdam en de Ned.-Indische Bestuursacademie in Den Haag.
In 1919 werd Gonggrijp lector aan de Nederlandsche Handels-Hoogeschool te Rotterdam, en in 1926 buitengewoon hoogleraar in de koloniale economie. In 1935 werd zijn leeropdracht verruimd met de economische geschiedenis van Nederlands-Indië. Vanaf 1922 werkte hij ook aan de nieuw opgerichte faculteit der Handelswetenschappen aan de Universiteit van Amsterdam. Hij begon als lector in de koloniale economie, en werd in 1930 gepromoveerd tot bijzonder hoogleraar. Hij was ook gastdocent aan de Marine-Hoogere Krijgsschool in Den Haag, en aan de Landbouwhogeschool te Wageningen.

### Personalia
Gonggrijp was op 22 maart 1910 getrouwd met Ernestina Maria Alberdina Lichtenbelt, en zij kregen drie zonen. Dertien jaar later scheidden ze op 1 maart 1923, en nog geen half jaar later trouwde hij Paulina Sophia Louisa Nennstiehl. Ze kregen een zoon samen.

## Publicaties, een selectie
- G.J. Gonggrijp. Het eerste levensdal. Een lyrisch drama. Amsterdam, 1909.
- G.J. Gonggrijp. Winstdeeling bij de suikerindustrie op Java. Amsterdam, 1921.
- G.J. Gonggrijp. Het arbeidsvraagstuk in Nederlands-Indië. 's-Gravenhage, 1925.
- G.J. Gonggrijp. De blanke tijger. 's-Gravenhage, 1935.
- G.J. Gonggrijp. De sociaal-economische betekenis van Nederlands-Indië voor Nederland, in De Nederlandse volkshuishouding tussen twee wereldoorlogen. Utrecht [etc.], 1952.
- G.J. Gonggrijp. De sociale betekenis der Tien Geboden. 's-Gravenhage, 1952.